# Llaç solidari

El llaç roig s'utilitza internacionalment com a símbol de la lluita contra la sida

Els llaços solidaris són petites peces de cinta plegada formant un llaç, o representacions d'aquesta, que s'empren als Estats Units d'Amèrica, Europa i altres parts del món per a manifestar que qui els porta dona suport a certes causes o opinions.
El significat del llaç depèn del seu color. Molts grups han adoptat llaços com a símbols de les seues causes o opinions i, per tant, hi ha llaços de molts colors. Algunes causes poden estar representades per més d'un color; per exemple el blau verdós fosc o el roig poden representar l'abús de drogues, i el violeta o el blanc poden representar la malaltia d'Alzheimer.
Els llaços solidaris solen enganxar-se a la roba o nugar-se a alguns objectes, com per exemple a les antenes dels cotxes. Quan es vol manifestar un suport més rotund s'enrotllen grans llaços a arbres o postes. També se solen representar els llaços en adhesius per a objectes o cotxes o en imants. El concepte de llaç solidari com a decoració de cotxes es va fer molt popular als Estats Units arran de l'èxit de la campanya del llaç groc com a suport a les tropes americanes mitjançant un imant fabricat per Magnet Amèrica, a King, NC.
Els llaços també han estat emprats com a símbol de dol. Per exemple, als Estats Units es va estendre el llaç negre després de la massacre de Virginia Tech.

## Crítiques
La proliferació de llaços solidaris ha estat criticada com una mena d'activisme passiu, permetent que la gent palese el seu suport sense invertir cap treball ni diners. El còmic George Carlin ha denunciat aquesta modalitat d'activisme sense esforç, i ha suggerit portar un llaç marró com a resposta escatològica.

## Llaços solidaris més comuns
- Blanc = per la pau
- Groc = prevenció del suïcidi[1] / contra el càncer infantil (sovint grocs en or[2]) / suport als soldats desplegats a l'estranger[3] / llibertat pels presos[3] (llibertat pels presos polítics catalans[4]) / memòria de persones desaparegudes[3]
- Blau = contra el terrorisme / contra el tràfic i l'abús infantil / pel càncer de pròstata / anti-tabac (a Canadà)
- Jade = solidaritat amb els que pateixen hepatitis B i càncer de fetge
- Vermell = contra la sida / als EUA, contra l'abús de drogues
- Lila = contra la violència masclista/ per la tolerància religiosa / per l'Alzheimer
- Taronja = per l'ensenyament públic /anti-racisme / TDAH
- Negre = senyal de dol per morts públiques recents
- Rosa = contra el càncer de mama
- Verd = pel medi ambient / pel trasplantament d'òrgans
- Amb estampats de puzles de colors = per l'autisme
- Quatribarrat (groc i vermell) = Per l'ús normal del català.